# Vairé
Vairé is een gemeente in het Franse departement Vendée (regio Pays de la Loire) en telt 1002 inwoners (1999). De plaats maakt deel uit van het arrondissement Les Sables-d'Olonne.

## Geografie
De oppervlakte van Vairé bedraagt 28,5 km², de bevolkingsdichtheid is 35,2 inwoners per km².

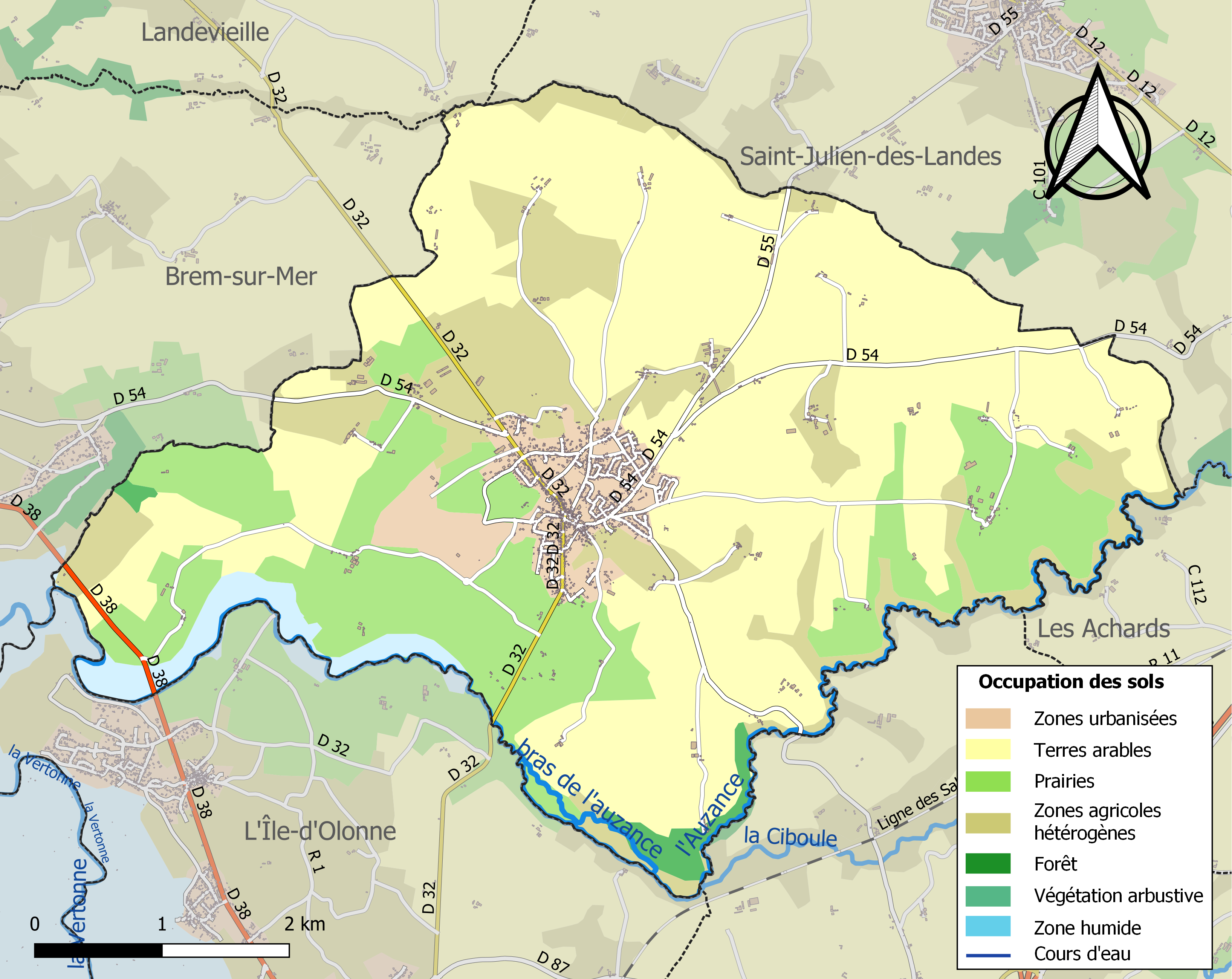
Kaart van de gemeente met de belangrijkste infrastructuur, bodemgebruik en omliggende gemeenten

## Demografie
Onderstaande figuur toont het verloop van het inwonertal (bron: INSEE-tellingen).

1. ↑  Populations de référence 2022.